# Liste der denkmalgeschützten Kirchen im Landkreis Gießen
Die Liste der denkmalgeschützten Kirchen im Landkreis Gießen umfasst alle denkmalgeschützten Kirchengebäude im Landkreis Gießen (Mittelhessen).
Von den 107 sakralen Baudenkmälern des Landkreises sind bis auf die römisch-katholische Hauptkirche St. Bonifatius in Gießen, die als letztes Gotteshaus vor dem Zweiten Weltkrieg 1936 entstand und zum Bistum Mainz gehört, alle evangelisch. 93 historische Kirchen des Landkreises sind Teil der Evangelischen Kirche in Hessen und Nassau. Die Kirchen in der Gemeinde Wettenberg sind der Evangelischen Kirche im Rheinland zugeordnet, ebenso wie einige Langgönser Kirchen (Dornholzhausen Niederkleen, Oberkleen) sowie die in Lützellinden, Odenhausen (Lahn) und Salzböden. Zur Evangelischen Kirche von Kurhessen-Waldeck gehört lediglich die Kirche in Winnen. Die 1950 geweihte Zionskirche in Allendorf (Lumda) gehört zur Selbständigen Evangelisch-Lutherischen Kirche. Die spätgotische Kapelle aus Lollar wurde 1971 abgebrochen und in den Hessenpark transloziert.
Die Alte Kirche in Watzenborn-Steinberg und Kloster Schiffenberg sind in städtischem Besitz und dienen für Kasualien und kulturelle Veranstaltungen, aber nicht mehr für regelmäßige sonntägliche Gottesdienste. Die Nordecker Burgkapelle ist in Privatbesitz. Im Landkreis Gießen sind sechs Fachwerkkirchen erhalten: in Climbach, Klein-Eichen, Königsberg, Lardenbach, Lauter und in Reinhardshain. Der Kapelle auf dem Alten Friedhof ist ein Fachwerkobergeschoss aufgesetzt. An Kloster- und Stiftskirchen gibt es im Landkreis neben der Marienstiftskirche Lich noch die Klosterkirche Arnsburg, von der nur das Paradies erhalten ist, und die Basilika von Kloster Schiffenberg, die 2012 zum Kulturdenkmal von nationaler Bedeutung erhoben wurde.
Die Kirche in Großen-Linden geht in den ältesten Teilen auf das 10. Jahrhundert zurück. Die ältesten weitgehend erhaltenen Gotteshäuser aus dem 11. Jahrhundert sind die romanischen Kirchen in Odenhausen (Lahn), Odenhausen (Lumda), Queckborn und Mainzlar. Bedeutende mittelalterliche Sendkirchen waren die Kirchen in Großen-Linden und in Kirchberg.
Architektonisch überwiegt der Typus der Saalkirche. Im Landkreis gibt es romanische Basiliken auf dem Schiffenberg, in Odenhausen/Lahn und Muschenheim sowie eine neugotische in Gießen/St. Bonifatius, Hallenkirchen aus verschiedenen Epochen in Großen-Linden, Kirchberg, Lich/Marienstiftskirche, Londorf, Münster/Laubach und in Gießen/Johanneskirche. In Bellersheim, Langsdorf und Wißmar entstanden klassizistische Querkirchen. Zweigeschossige Predigtkirchen finden sich in Hungen, Laubach und Rödgen. Im Landkreis gibt es mehr als 40 Dachreiter und mehr als 60 Türme unterschiedlicher Form, darunter 25 Chortürme, zwei Vierungstürme (Laubach und Schiffenberg) und zwei südliche Flankentürme (Kirchberg und Treis an der Lumda). Bei den Kirchtürmen als angebaute Baukörper überwiegen Westtürme.
| Bild | Name der Kirche                  | Ort (Lage)              | Gemeinde bzw. Stadt | Konfession | Errichtung                        | Bemerkungen |
| ---- | -------------------------------- | ----------------------- | ------------------- | ---------- | --------------------------------- | --- |
|      | Evangelische Kirche              | Albach ()               | Fernwald            | Ev.-luth.  | 1774                              | Einschiffige Saalkirche auf rechteckigem Grundriss mit Schopfwalmdach, schlanker Dachreiter mit achteckiger Haube und quadratischem Unterbau |
|      | Evangelische Kirche              | Allendorf/Lahn ()       | Gießen              | Ev.-luth.  | 13. Jh.?/1521                     | Im Kern gotische Saalkirche mit Dachreiter, spitz zulaufende Strebepfeiler, eingezogener polygonaler Chor von 1521 |
|      | Evangelische Kirche              | Allendorf (Lumda) ()    | Allendorf (Lumda)   | Ev.-luth.  | 14. Jh./1730–1731                 | Wehrhafter gotischer Chorturm im Osten mit dreigeschossigem Haubenhelm von 1731, einfacher Saalbau von 1731 unter Einbeziehung älterer Teile, angewalmtes Satteldach |
|      | Zionskirche                      | Allendorf (Lumda) ()    | Allendorf (Lumda)   | SELK       | 1949–1950                         | Schlichter Saalbau mit steilem Satteldach und eingebundenem Kirchturm an der Südwestecke |
|      | Evangelische Kirche              | Allertshausen ()        | Rabenau             | Ev.-luth.  | 1905–1906                         | Saalkirche eines unbekannten Baumeisters, der in eigenständiger Weise Formen des Jugendstils aufgriff und der kleinen Dorfkirche eine ungewöhnliche Gestalt verlieh, halbrunder Chorschluss im Westen, achtseitiger Dachreiter mit welscher Haube und daneben polygonaler, turmartiger Aufbau an der Südostecke |
|      | Evangelische Kirche              | Alten-Buseck ()         | Buseck              | Ev.-luth.  | 13. Jh.                           | Frühgotisches Kirchenschiff mit geradem Ostabschluss und schlankem Westturm. Über dem gemauerten Turmschaft besteht der verschieferte Turmhelm aus einem kubusförmigen Untergeschoss aus Fachwerk, aus zwei achteckigen Mittelgeschossen und einer welschen Haube. |
|      | Evangelische Kirche              | Altenhain ()            | Laubach             | Ev.-luth.  | 1906                              | Ehemaliges Schulgebäude aus den Jahren 1905/1906 im Stil des historistischen Burgenbaus, reich gestaltete Ostseite mit offener Vorhalle, eingebundenem Treppen- und Glockenturm an der Südseite |
|      | Evangelische Kirche              | Annerod ()              | Fernwald            | Ev.-luth.  | 1879                              | Gründerzeitlich schlichte Neugotik aus Mainsandstein, kreuzförmige Saalkirche mit offenem Dachstuhl, polygonalem Westchor und Ostturm |
|      | Paradies                         | Kloster Arnsburg ()     | Lich                | Ev.-ref.   | 1197–1260                         | Vorkirche der zerstörten Basilika aus Quadermauerwerk auf rechteckigem Grundriss und flachem Walmdach, diente nach der Säkularisation 1803 jahrzehntelang als Schafstall, seit 1877 wieder für Gottesdienste |
|      | Evangelische Kirche              | Bellersheim ()          | Hungen              | Ev.-luth.  | 1810–1813                         | Klassizistische Querkirche nach dem Vorbild der Langsdorfer Kirche (1782), zweigeschossige Predigtkirche mit übergiebelten Mittelrisaliten an den Langseiten, flachgedeckter, schlicht ausgestatteter Innenraum, schlanker Ostturm mit Spitzhelm |
|      | Evangelische Kirche              | Beltershain ()          | Grünberg            | Ev.-luth.  | Ende 15. Jh.                      | Spätgotische Saalkirche mit sechsseitigem Dachreiter, die mehrfach umgebaut wurde; östlicher Fachwerkgiebel noch aus gotischer Zeit |
|      | Evangelische Kirche              | Bersrod ()              | Reiskirchen         | Ev.-luth.  | 13./14. Jh./1763                  | Im Kern gotische Saalkirche mit quadratischem Chor im östlichen Drittel und achtseitigem Dachreiter, symmetrisch gestaltete Südfassade von 1763 im Stil des Klassizismus |
|      | Evangelisch-reformierte Kirche   | Bettenhausen ()         | Lich                | Ev.-ref.   | 13. Jh./1748                      | Dreigeschossiger frühgotischer Ostturm des 13. Jahrhunderts mit halbrunder Ostapsis, spätbarockes Kirchenschiff von 1748, Eckpilaster und Süd- und Westportal aus Sandstein |
|      | Evangelische Kirche              | Beuern ()               | Buseck              | Ev.-luth.  | 1354/1847                         | Kirchenschiff als Nachfolge der abgerissenen mittelalterlichen Wehrkirche, aus der einige Ausstattungsstücke übernommen wurden; spätgotischer Westturm von 1354 mit Schießscharten und erneuertem Helm |
|      | Evangelische Kirche              | Birklar ()              | Lich                | Ev.-ref.   | 1819                              | Klassizistische, zweigeschossige Saalkirche auf quadratischem Grundriss mit drei Fensterachsen und dreigeschossiger Nordturm; Gebäude aus Steinen aus dem Bibliotheksgebäude des aufgehobenen Klosters Arnsburg in veränderter Form wiedererrichtet |
|      | Evangelische Kirche              | Burkhardsfelden ()      | Reiskirchen         | Ev.-luth.  | Erste Hälfte des 13. Jahrhunderts | Schmaler einschiffiger Saalbau auf rechteckigem Grundriss mit geradem Ostabschluss und kleinen pfeilerartigen Turm im Südwesten mit dreigeschossigem geschweiftem Helmaufbau |
|      | Evangelische Kirche              | Cleeberg ()             | Langgöns            | Ev.-luth.  | Mitte 14. Jh.                     | Saalkirche mit steilem Satteldach und Schopfwalm und 5/8-Chorschluss (um 1500) derselben Breite, aber etwas höher als das Schiff; 1855 schlanker Dachreiter ergänzt |
|      | Evangelische Kirche              | Climbach ()             | Allendorf (Lumda)   | Ev.-luth.  | 1783                              | Verschieferte Fachwerkkirche in Nord-Südausrichtung, gestiftet zum Gedenken an Karl von Nordeck zur Rabenau, abgewalmtes Satteldach, sechsseitiger Dachreiter mit welscher Haube, nördlicher polygonaler Chorschluss |
|      | Evangelisch-reformierte Kirche   | Dorf-Güll ()            | Pohlheim            | Ev.-ref.   | 1737                              | Barocke, aus Bruchstein gemauerte Saalkirche auf rechteckigem Grundriss mit gotisierendem 5/8-Chorschluss auf dem höchsten Punkt der bebauten Wohnfläche des Ortes, dreigeschossiger Dachreiter |
|      | Evangelische Kirche              | Dornholzhausen ()       | Langgöns            | Ev.-luth.  | 1717                              | Saalkirche, deren Kirchenschiff und Altarraum unter einem gemeinsamen, steilen Satteldach vereint werden, verschieferter Dachreiter, doppelgeschossiger Fachwerkvorbau im Westen |
|      | Evangelische Kirche              | Eberstadt ()            | Lich                | Ev.-ref.   | 14. Jh., 1693                     | Mittelalterlicher Turmschaft im Westen mit barockem, dreigeschossigem Turmhelm, barocke Saalkirche von 1693 mit 3/8-Chorschluss, Barockkanzel von 1693 |
|      | Evangelische Kirche              | Ettingshausen ()        | Reiskirchen         | Ev.-luth.  | 13. Jh.                           | Saalkirche mit Schopfwalmdach und östlichem Chorturm aus der Übergangszeit zwischen Romanik und Gotik, verschiefertes zweistufiges Pyramidendach aus spätgotischer Zeit |
|      | Evangelische Kirche              | Fellingshausen ()       | Biebertal           | Ev.-luth.  | 1900                              | Saalkirche im Stil des Historismus mit eingezogenem Rechteckchor, Nebenschiff und Flankenturm mit zierlichem Dachreiter |
|      | Evangelische Kirche              | Frankenbach ()          | Biebertal           | Ev.-luth.  | Gotik/17. Jh.                     | Schlichte gotische Saalkirche mit schmalem Rechteckchor und mächtigem Dachreiter; Wandbemalung im Chor und am Chorbogen aus 15. Jahrhundert |
|      | Evangelische Kirche              | Freienseen ()           | Laubach             | Ev.-luth.  | 13. Jh./1773                      | Frühgotischer Chorturm (Wehrturm) mit zweigeschossigem spätbarockem Langhaus von 1773, dessen Rokoko-Ausstattung vollständig erhalten ist |
|      | Evangelische Kirche              | Garbenteich ()          | Pohlheim            | Ev.-luth.  | 12. Jh.                           | Einschiffige Saalkirche mit rechteckigem Chorschluss und Dachreiter mit Pyramidenhelm |
|      | Evangelische Kirche              | Geilshausen ()          | Rabenau             | Ev.-luth.  | 15. Jh./1953                      | Gedrungener gotischer Chorturm, Wehrgang mit Zinnen und vier Pechnasen; einer der spätesten gotischen Chortürme im Landkreis; schlichte rechteckige Saalkirche von 1953 |
|      | Kapelle auf dem Alten Friedhof   | Gießen ()               | Gießen              | Ev.-luth.  | 1623–1625, 1860–1862              | Zweigeschossiger Saalbau mit streng symmetrischem Fachwerkobergeschoss, massives Untergeschoss aus der Renaissance vom Stadtbaumeister Johannes Ebel zum Hirsch, Obergeschoss mit Schopfwalmdach und Dachreiter im Stil des Historismus von Hugo von Ritgen |
|      | St. Bonifatius                   | Gießen ()               | Gießen              | Röm.-kath. | 1902–1936                         | Neugotische, dreischiffige Basilika auf Kreuzgrundriss mit polygonalem Chorschluss, Portalseite zweitürmig angelegt, aber nur Südturm in voller Höhe mit Ziergiebeln, Ecktürmchen und Kegelspitze ausgeführt |
|      | Johanneskirche                   | Gießen ()               | Gießen              | Ev.-luth.  | 1893                              | Hallenkirche aus dunklem Lungstein und hellen Sandsteinbändern und -Gewänden mit südlichem Nebenschiff unter zwei Quergiebeln und beherrschendem Turm (72 Meter hoch) an der Südwestecke im historistischen Mischstil aus Gotik und Renaissance |
|      | Lukaskirche                      | Gießen ()               | Gießen              | Ev.-luth.  | 1952–1953                         | komplexe Anlage aus zwei Baukörpern, einem Gemeinde- und Pfarrhaus an der Straßenseite mit Walmdach und Dachreiter und dahinter eingezogene Kirche mit runder Apsis |
|      | Pankratiuskapelle                | Gießen ()               | Gießen              | Ev.-luth.  | 1949                              | Notkirche nach Plänen des Kirchenarchitekten Otto Bartning, Saalkirche in Holzbinder-Bauweise mit Fünfachtelschluss. Der nahe gelegene spätgotische Turm der 1944 zerstörten Stadtkirche gehört zur Pankratiusgemeinde und dient ihr als Glockenturm. |
|      | Petruskirche                     | Gießen ()               | Gießen              | Ev.-luth.  | 1960–1962                         | Kirche von Alfred Schild aus Stahlbeton mit Natursteinverkleidung auf parabelförmiger Grundriss mit geradem, festungsartigem Westabschluss und freistehendem, steilem Glockenturm |
|      | Stadtkirche, Turmkapelle         | Gießen ()               | Gießen              | Ev.-luth.  | 1484 bis 1520                     | Nach dem Zweiten Weltkrieg erhaltener dreigeschossiger gotischer Turm auf quadratischem Grundriss mit dreigeschossigem Helmaufbau (1979 rekonstruiert), Wahrzeichen von Gießen, 1952 Taufkapelle im Turm eingeweiht |
|      | Vitos-Kapelle Gießen             | Gießen ()               | Gießen              | Ev.-luth.  | 1912                              | Weiß verputzte Saalkirche, Portal und Fenster mit Gewänden aus rotem Sandstein, wuchtiger Turm im Nordosten mit Vorhalle |
|      | Evangelische Kirche              | Gonterskirchen ()       | Laubach             | Ev.-luth.  | 13. Jh.                           | Im Kern frühgotische Saalkirche mit Schopfwalmdach und wuchtigem Chorturm, dessen Südportal Blendnische in der ungewöhnlichen Form eines Staffelgiebels hat |
|      | Evangelische Kirche              | Großen-Buseck ()        | Buseck              | Ev.-luth.  | 12. Jh.                           | Einschiffiger Kirchenbau mit mächtigem Westturm, 5/8-Chorschluss und schiefwinklig angeschlossenem Querhaus, was zu einer kreuzförmigen Gestalt führt; über der kreuzgratgewölbten Turmhalle eine Turmkapelle |
|      | Evangelische Kirche              | Großen-Linden ()        | Linden              | Ev.-luth.  | 10.–13. Jh.                       | Zweischiffige romanische Hallenkirche aus Bruchstein-Mauerwerk, Querschiff mit Vierungsturm und rechteckigem Chorschluss, im Westen zwei schlanke Rundtürme, Westportal mit romanischem Figurenfries; mittelalterliche Sendkirche |
|      | Hospitalkirche                   | Grünberg ()             | Grünberg            | Ev.-luth.  | 1723–1740                         | Barocke Saalkirche ohne Turm, die einzelne Elemente des Klassizismus aufweist; hohe schmale Fenster, eingezogener Rechteckchor, der ursprünglich als Turm vorgesehen war |
|      | Evangelische Stadtkirche         | Grünberg ()             | Grünberg            | Ev.-luth.  | 1853                              | Neuromanische Saalkirche, dreigeschossiger Westturm mit oktogonalem Spitzhelm |
|      | Evangelische Kirche              | Grüningen ()            | Pohlheim            | Ev.-ref.   | 12. Jh.                           | Kirche aus Bruchsteinmauerwerk, zweischiffig erweitert mit doppeltem Chor, frühgotischer Chorturm mit zweigeschossigem, schiefergedecktem Turmhelm des Barock |
|      | Evangelische Kirche              | Harbach ()              | Grünberg            | Ev.-luth.  | Um 1250                           | Im Kern romanische Saalkirche mit langem, eingezogenem Rechteckchor; Dachreiter mit Glocke aus 14. Jh. und spätromanisches Westportal mit Kämpferplatten über Schräge; 1775 barockisiert, Wände von Schiff und Chor erhöht |
|      | Evangelische Kirche              | Hattenrod ()            | Reiskirchen         | Ev.-luth.  | 14./15. Jh./1952                  | Saalkirche von 1952, gotischer Turm aus dem 14. oder 15. Jahrhundert mit dreigeschossigem Helmaufbau aus dem Anfang des 18. Jahrhunderts, spätgotischer gemalter Flügelaltar (nach 1489) |
|      | Evangelische Kirche              | Hausen ()               | Pohlheim            | Ev.-luth.  | 13. Jh.                           | Saalkirche des 13. Jahrhunderts mit abgetrenntem Chor und Dachreiter, Vorgängerkirche aus karolingischer Zeit (9./10. Jahrhundert) archäologisch nachgewiesen |
|      | Martinskirche                    | Heuchelheim ()          | Heuchelheim         | Ev.-luth.  | 13.–15. Jh.                       | Chorturmkirche, deren vier Baukörper im 13. bis 15. Jahrhundert entstanden, markanter Turm mit vier Steingiebeln und dreigeschossigem Helmaufbau; spätgotischer Marienaltar um 1500 |
|      | Evangelisch-reformierte Kirche   | Holzheim ()             | Pohlheim            | Ev.-ref.   | 13./14. Jh./1631–1632             | Zweigeschossiger mittelalterlicher Turmschaft im Westen mit barockem zweigeschossigen Helmaufbau mit geschweifter Haube, barocke Saalkirche mit 3/8-Chorschluss |
|      | Evangelische Stadtkirche         | Hungen ()               | Hungen              | Ev.-ref.   | 12. Jh. bis 1608                  | Reformierte Predigtkirche mit vier Baukörpern im Stil der Schlossarchitektur um 1600, unterer Turmschaft 12. Jahrhundert, Obergeschosse 13. Jahrhunderts, spätgotischer Chor zwischen 1514 und 1518, Kirchenschiff im Stil der Renaissance zwischen 1596 und 1608, Wendeltreppenhaus mit welscher Haube |
|      | Evangelische Kirche              | Kinzenbach ()           | Heuchelheim         | Ev.-luth.  | 1863                              | Neugotische Saalkirche aus rotem Sandstein mit vorgelagertem, schlankem Westturm und 5/10-Ostabschluss |
|      | Evangelische Kirche              | Kirchberg (Lahn) ()     | Lollar              | Ev.-luth.  | 1495–1508                         | Spätgotische Hallenkirche, Chor auf annähernd quadratischem Grundriss mit 3/8-Schluss, südlicher Flankenturm bezieht Teile des romanischen Vorgängerturms ein; mittelalterliche Sendkirche |
|      | Evangelische Kirche              | Klein-Eichen ()         | Grünberg            | Ev.-luth.  | Ende 16. Jh.                      | In Unter-Seibertenrod errichtete und 1738 nach Klein-Eichen translozierte Fachwerkkirche, Satteldach mit achtseitigen Dachreiter mit Spitzhelm, eine der kleinsten Kirchen in Oberhessen |
|      | Evangelische Kirche              | Kleinlinden ()          | Gießen              | Ev.-luth.  | 1864–1866                         | Neuromanische Saalkirche mit Satteldach, schlanker Dachreiter mit Spitzhelm an der nordwestlichen Giebelspitze von 1964 |
|      | Evangelische Kirche              | Königsberg ()           | Biebertal           | Ev.-luth.  | 1654                              | Rechteckbau aus verschiefertem Fachwerk, Nordseite 1961 massiv erneuert, oktogonaler Dachreiter über südwestlicher Giebelseite |
|      | Katharinenkirche Gleiberg        | Krofdorf-Gleiberg ()    | Wettenberg          | Ev.-luth.  | Zweite Hälfte 14. Jh./1621        | Gotischer Chor mit 5/8-Schluss und achtseitigem Turmaufbau von 1619, L-förmig angebautes Kirchenschiff von 1621, das wegen des Felsabhangs nord-südlich ausgerichtet wurde, Rechtecksall mit Schopfwalmdach |
|      | Margarethenkirche                | Krofdorf-Gleiberg ()    | Wettenberg          | Ev.-luth.  | 13. Jh./1513                      | Spätgotische Saalkirche mit romanischem Kern, bedeutendes Beispiel einer hessischen Holzpfeilerkirche, steiles Satteldach mit schlankem Dachreiter, niedriger, rechteckiger Chorschluss |
|      | Evangelische Kirche              | Krumbach ()             | Biebertal           | Ev.-luth.  | Romanisch/18. Jh.                 | Im Kern romanischer Rechteckbau mit Resten von Ährenmauerwerk, in gotischer und barocker Zeit umgebaut; mächtiger Chorturm mit aufgemauertem Turmschaft, darüber kubisches, verschiefertes Fachwerkgeschoss und zweistufiger barocker Helmaufbau |
|      | Evangelische Kirche              | Langd ()                | Hungen              | Ev.        | 13./15. Jh./1864                  | Frühgotischer Chorturm, spätgotische Sakristei, historistische Saalkirche |
|      | Jakobuskirche                    | Lang-Göns ()            | Langgöns            | Ev.-luth.  | Um 1500/1970er                    | Spätmittelalterlicher Chorturm auf fast quadratischem Grundriss mit achtseitigem barockem Helmaufbau von 1690, rechteckiges Langschiff mit steilem Schopfwalmdach, flache Gemeinderäume umschließen das Kirchenschiff hufeisenförmig von drei Seiten. |
|      | Evangelisch-reformierte Kirche   | Langsdorf ()            | Lich                | Ev.-ref.   | 13. Jh., 1780–1782                | Querkirche von 1782 im Stil des Rokoko, Chorturm aus dem 13. Jahrhundert, gequaderte Ecklisenen und Gewände aus rotem Sandstein, gegiebelter Mittelrisalit an östlicher Schauseite, verschiefertes Mansarddach, Grabstein des Johann Jacob von Zwierlein |
|      | Evangelische Kirche              | Lardenbach ()           | Grünberg            | Ev.-luth.  | 1657                              | Eigenwillige Fachwerkkirche in Ständerbauweise mit liegender Dachstuhlkonstruktion; Saalkirche auf schmalem rechteckigem Grundriss mit achteckigem Dachreiter |
|      | Evangelische Stadtkirche Laubach | Laubach ()              | Laubach             | Ev.-luth.  | 13. Jh./1700–1702                 | Romano-gotischer Ostteil (Chor mit 5/8-Schluss, Vierungsturm mit verschieferten Giebeln und Querschiff) und Kirchenschiff von 1702 als Predigtkirche auf quadratischem Grundriss; bedeutende Ausstattungsgegenstände wie Grabdenkmäler und Barockorgel, Wandmalereien (14. Jh./um 1500/1563) |
|      | Evangelische Kirche              | Launsbach ()            | Wettenberg          | Ev.-luth.  | 15./16. Jh./1617–1620             | Im Kern gotische Saalkirche, die nach mehreren Umbauten in den Jahren 1617 bis 1620 ihre maßgebliche Gestalt erhielt, achtseitiger Dachreiter |
|      | Evangelische Kirche              | Lauter ()               | Laubach             | Ev.-luth.  | 1778                              | Barocke Fachwerkkirche mit für Oberhessen untypischem Fachwerk, an drei Seiten mit Holzschindeln verkleidet, Saalkirche auf rechteckigem Grundriss mit abgeschrägten Ecken, Dachreiter im Westen |
|      | Evangelische Kirche              | Leihgestern ()          | Linden              | Ev.-luth.  | 15./16. Jh., 1908                 | Saalkirche aus Bruchstein-Mauerwerk im Jugendstil mit zwei südlichen Quergiebeln, spätgotischer viergeschossiger Chorturm mit verschiefertem Turmhelm und vier polygonalen Wichhäuschen |
|      | Marienstiftskirche               | Lich ()                 | Lich                | Ev.-luth.  | 1510–1537                         | Dreischiffige, siebenjochige Hallenkirche im Übergangsstil von der Gotik zur Renaissance, Seitenschiffe mit Netzgewölbe, 3/8-Chorschluss mit Dachreiter; 44 Grabdenkmale des 14. und 15. Jahrhunderts, darunter der Falkensteiner und der Solmser, lebensgroßes Kruzifix von 1511, Sakramentshäuschen (1536), Orgelprospekt von 1624/33, Fürstenstuhl (1714), Barockkanzel mit vier hervortretenden Kirchenvätern aus Kloster Arnsburg übernommen (1774)                                                 |
|      | Evangelische Kirche              | Lindenstruth ()         | Reiskirchen         | Ev.-luth.  | 1370/1741                         | Im Kern gotische Saalkirche, im Barock umgebaut und erweitert, seitdem vorkragendes Walmdach mit sechsseitigem Dachreiter, Südfenster und Innenausstattung Ende der 1950er Jahre erneuert |
|      | Evangelisch-lutherische Kirche   | Londorf ()              | Rabenau             | Ev.-luth.  | 13. Jh./1861–1864                 | Dreischiffige neugotische Hallenkirche, landläufig als „Dom der Rabenau“ bezeichnet, frühgotischer Westturm des 13. Jahrhunderts, jedes Seitenschiff hat vier kleine Querdächer, dem im Osten ein größeres folgt, das auf ein Querhaus hinweist. |
|      | Evangelische Kirche              | Lumda ()                | Grünberg            | Ev.-luth.  | 1847–1848                         | Spätklassizistische Saalkirche mit Rundbogenfenstern auf nahezu quadratischem Grundriss, achtseitiger Dachreiter mit Ziergiebelchen |
|      | Evangelische Kirche              | Lützellinden ()         | Gießen              | Ev.-luth.  | 14./15. Jh./1893                  | Spätmittelalterliche Westteil mit Dachreiter wurde 1893 durch einen höheren Ostteil erweitert. Hohes Querhaus und gerader Chorschluss, rote Sandstein-Eckquader und -Gewände, kleiner Turm an der Nordseite |
|      | Mainzlarer Kirche                | Mainzlar ()             | Staufenberg         | Ev.-luth.  | Um 1100, 1992–1993                | Kleine Saalkirche auf rechteckigem Grundriss, die mehrfach umgebaut wurde, steiles Satteldach, achtseitiger Dachreiter mit welscher Haube, eingezogener längsrechteckiger Chor 1993 rekonstruiert |
|      | Evangelische Kirche              | Münster ()              | Laubach             | Ev.-luth.  | 12./15. Jh.                       | Spätgotische dreischiffige Hallenkirche aus 15. Jh., im Kern 12. Jh., wuchtiger Westturm des 12. Jahrhunderts, Stumpf des ursprünglichen Pyramidendachs hat seit 16. Jh. Spitzhelm, südliches Seitenschiff mit drei Zwerchgiebeln, Chor des Mittelschiffs und südlicher Nebenchor haben gerade Abschlüsse. |
|      | Evangelische Kirche              | Muschenheim ()          | Lich                | Ev.-ref.   | 13. Jh.                           | Spätromanische, basilikale Kirche des 13. Jahrhunderts, tief abgeschlepptes Dach über nördlichem Seitenschiff, östlicher Chorturm mit barockem Turmhelm |
|      | Evangelische Kirche              | Nieder-Bessingen ()     | Lich                | Ev.-luth.  | 15. Jh.                           | Spätgotischer Wehrturm des 15. Jahrhunderts im Westen, Saalkirche mit 3/8-Chorschluss 1738 bis 1742 umgebaut, Muldengewölbe mit Stuckatur |
|      | Evangelische Kirche              | Niederkleen ()          | Langgöns            | Ev.-luth.  | 1728                              | Unter Einbeziehung von Teilen des mittelalterlichen Vorgängerbaus, barocke Saalkirche mit leicht eingerücktem, teils romanischem 3/8-Chorschluss, dreigeschossiger Dachreiter mit achtseitiger Haube |
|      | Evangelisch-reformierte Kirche   | Nonnenroth ()           | Hungen              | Ev.-ref.   | 13. Jh./1775                      | Wehrhafter Chorturm des 13. Jahrhunderts, barocke Turmhaube mit vorgebautem Spitzhelm (mittelalterliche Reste), quadratisches Langhaus von 1775 |
|      | Nordecker Burgkapelle            | Nordeck ()              | Allendorf (Lumda)   | Ev.-luth.  | 12. Jh.                           | im Kern romanischer Saalbau innerhalb der Mauern der Vorburg, viereckiger Gemeinderaum nur unwesentlich größer als viereckiger Chor, achtseitiger Dachreiter im Westen, 1708 Erweiterung um Anbau zwischen Kirche und nördliche Burgmauer |
|      | Evangelische Kirche              | Obbornhofen ()          | Hungen              | Ev.-ref.   | 13. Jh./1741–1742                 | Quadratischer Chorturm des 13. Jahrhunderts mit verschiefertem, spätgotischem Fachwerk, rechteckige Saalkirche von 1741/42, innen Stuckdecke |
|      | Evangelische Kirche              | Ober-Bessingen ()       | Lich                | Ev.-luth.  | Um 1400                           | Spätgotische Saalkirche mit 5/8-Chorschluss und Dachreiter |
|      | St. Michaelis                    | Oberkleen ()            | Langgöns            | Ev.-luth.  | 15. Jh./1769                      | Barocke Saalkirche mit dreiseitigem Ostabschluss, spätgotischer Wehrturm im Westen, achtseitiger Spitzhelm mit vier charakteristischen Wichhäuschen, nördlich Sakristei angebaut |
|      | Evangelische Kirche              | Odenhausen (Lahn) ()    | Lollar              | Ev.-luth.  | 11. Jh.                           | Romanische Pfeilerbasilika (11. Jh.), steiles Satteldach mit verschiefertem, achtseitigem Dachreiter aus dem Barock, gotisches Chorpolygon im Osten (15. Jh.) |
|      | Evangelische Kirche              | Odenhausen (Lumda) ()   | Rabenau             | Ev.-luth.  | Ende 11./13. Jh.                  | Schmale romanische Saalkirche, teils mit Fischgrätenverband, gedrungener Chorturm mit gebrochenem Pyramidenhelm aus frühgotischer Zeit |
|      | Evangelische Kirche              | Oppenrod ()             | Buseck              | Ev.-luth.  | 15. Jh.?/1785                     | Im Kern gotischer Rechteckraum mit Dachreiter ohne Chor, 1785 Umbau, 1978 querschiffartiger Erweiterungsanbau an der Südseite |
|      | Evangelische Kirche              | Queckborn ()            | Grünberg            | Ev.-luth.  | Ende 11./15. Jh.                  | Romanische Saalkirche mit eingezogenem Rechteckchor, älteste Teile Ende 11. Jh., maßgebliche Gestalt im 15. Jh., zweigeschossiger barocker Dachreiter |
|      | Evangelische Kirche              | Reinhardshain ()        | Grünberg            | Ev.-luth.  | 1617                              | Älteste Fachwerkkirche im Landkreis, an zwei Seiten verschindelte Saalkirche mit sechsseitigem Dachreiter auf einem hohen Sockel aus Bruchsteinmauerwerk |
|      | Evangelische Kirche              | Reiskirchen ()          | Reiskirchen         | Ev.-luth.  | Um 1300/1771                      | Saalkirche von 1771 mit spätgotischem Chorturm, Kirchenschiff stilistisch an der Übergangszeit von Spätbarock zum Klassizismus |
|      | Evangelische Kirche              | Rödgen ()               | Gießen              | Ev.-luth.  | 1811                              | Zweizonig gegliederte Predigtkirche in barocker Tradition mit Mansarddach, außen wie innen streng symmetrisch gestaltet, gedrungener Chorturm an der Westseite wohl 1739 neu aufgeführt, zweigeschossiger Helmaufbau mit welscher Haube |
|      | Evangelische Kirche Rodheim      | Rodheim-Bieber ()       | Biebertal           | Ev.-luth.  | 13./16. Jh.                       | Gotische Saalkirche im 16. Jh. nach Norden und Süden verbreitert, verschiefertes Walmdach, spätromanischer Chorturm, über dem im Barock ein verschiefertes Fachwerkgeschoss und ein dreigeschossiger Turmaufbau errichtet wurden |
|      | Evangelische Kirche              | Rodheim ()              | Hungen              | Ev.-luth.  | Erste Hälfte 13. Jh./1776         | Romanischer Chorturm, frühklassizistischer Saalbau mit schlichter Innenausstattung |
|      | Evangelische Kirche              | Röthges ()              | Laubach             | Ev.-luth.  | 1879                              | Saalkirche in neugotischem Spitzbogenstil, eingezogener 5/8-Chor im Norden, schlanker Turm auf quadratischem Grundriss in die Südseite des Kirchenschiffs eingebunden |
|      | Evangelische Kirche              | Rüddingshausen ()       | Rabenau             | Ev.-luth.  | 1768                              | Barocke Saalkirche mit gotisierendem, dreiseitigem Ostabschluss, verschiefertes Satteldach mit zweigeschossigem Dachreiter |
|      | Evangelische Kirche              | Ruppertsburg ()         | Laubach             | Ev.-luth.  | 1750–1757                         | Spätbarocke Saalkirche mit Walmdach, Querkirche mit nördlich vorgelagertem Turm mit hohem, zweigeschossigem Haubenhelm, streng symmetrischer Bau nach niederländisch-reformiertem Vorbild einer protestantischen Predigtkirche |
|      | Evangelische Kirche              | Saasen-Veitsberg ()     | Reiskirchen         | Ev.-luth.  | 1. Hälfte des 13. Jh./1751/1965   | Winkelbau: mittelalterliches Langhaus im Westen mit Satteldach und Dachreiter, 1751 angebauter Chor im östlichen Drittel auf quadratischem Grundriss, südlicher Querbau von 1965 mit Walmdach |
|      | Evangelische Kirche              | Salzböden ()            | Lollar              | Ev.-luth.  | 13./16. Jh.                       | Ursprünglich nur frühgotischer Wehrturm mit zwei Schlitzfenstern im Süden, verschiefertes Fachwerk-Obergeschoss mit Walmdach, zwei fünfseitige Dacherker (16. Jh.), im 16. Jh. langgestreckter Chor gleicher Breite mit dreiseitigen Ostabschluss angebaut |
|      | Basilika                         | Kloster Schiffenberg () | Gießen              | Stadt      | 1130–1150                         | Romanische, ursprünglich dreischiffige Pfeilerbasilika mit Querschiff, achteckiger Vierungsturm, südliches Seitenschiff nach der Säkularisation abgerissen; halbrunde Westapsis, im Laufe des 12. Jahrhunderts flankierende Rundtürme angebaut, die fast völlig zerstört sind; Dachtragewerk im Chor dendrochronologisch auf 1142 und im Langhaus auf 1162 datiert und damit möglicherweise das älteste Dachwerk in Deutschland; 2014 Fundamente einer östlichen Chorapsis und eines Kreuzgangs entdeckt |
|      | Evangelische Kirche              | Stangenrod ()           | Grünberg            | Ev.-luth.  | Um 1100/14. Jh.                   | Romanische Saalkirche von etwa 1100, die mehrfach umgebaut wurde; für diese Zeit in Oberhessen ungewöhnlicher Westturm auf quadratischem Grundriss und unregelmäßiger vierseitiger gotischer Ostabschluss |
|      | Evangelische Kirche              | Steinbach ()            | Fernwald            | Ev.-luth.  | 1845–1848                         | Neuromanische Saalkirche auf rechteckigem Grundriss mit flachem Satteldach und fünfgeschossigem Turm mit Lungstein-Eckquaderung |
|      | Katharinen-Kapelle               | Steinheim ()            | Hungen              | Ev.        | 13. Jh./1962                      | Gedrungener frühgotischer Chorturm mit überwölbtem Altarraum, Schiffneubau von 1962 mit schlichter Innenausstattung |
|      | Evangelische Kirche              | Trais-Horloff ()        | Hungen              | Ev.-luth.  | 14. Jh./1740                      | Saalkirche des 14. Jahrhunderts mehrfach umgebaut, zweizonige Stichbogenfenster, barocker Ostturm mit verschieferter Haube, Orgel von 1776 |
|      | Evangelische Kirche              | Treis an der Lumda ()   | Staufenberg         | Ev.-luth.  | 13. Jh.                           | Einschiffige Saalkirche mit quadratischem Ostchor und südlichem Flankenturm mit spätromanischen wie gotischen Stilelementen, dreigeschossiger Turm mit abschließendem Wehrgang und achtseitigem Spitzhelm über Dreiecksgiebeln, wertvolle Grabdenkmäler aus der Renaissance der Familie Schutzbar genannt Milchling |
|      | Evangelische Kirche              | Villingen ()            | Hungen              | Ev.-luth.  | 13./14. Jh., 1696/1697            | Mittelalterlicher Chorturm, 5/8-Chorschluss des 14. Jahrhunderts, spätgotisches Langschiff mit barocker Fachwerkaufstockung |
|      | Alte Kirche                      | Watzenborn-Steinberg () | Pohlheim            | Stadt      | Spätestens 13. Jh.                | Einschiffige romanische Saalkirche mit Dachreiter und dreiseitigem, flachem Chorschluss, durch gotischen Westteil 1490 erweitert, Sakristei unter einem Schleppdach 1958 angebaut |
|      | Evangelische Kirche              | Weickartshain ()        | Grünberg            | Ev.-luth.  | 1931–1932                         | Im historisierenden Heimatstil errichtete Saalkirche mit hohen schmalen Rechteckfenstern und sechsseitigem Dachreiter |
|      | Evangelische Kirche              | Weitershain ()          | Grünberg            | Ev.-luth.  | 1876–1877                         | Neugotische Saalkirche mit fünfseitigem Abschluss; vorkragender, steinerner Dachreiter mit Spitzhelm und bekrönender Kreuzblume |
|      | Evangelische Kirche              | Wetterfeld ()           | Laubach             | Ev.-luth.  | Um 1300/1747–1749                 | Barocke Saalkirche mit Schopfwalmdach und Chorturm aus der Zeit um 1300, dreigeschossiger Turmaufbau mit offenen Laterne |
|      | Evangelische Michaelskirche      | Wieseck ()              | Gießen              | Ev.-luth.  | 13. Jh./1493                      | Romanisches Langhaus mit steilem Satteldach, Chorturm mit dreistufigem Haubenhelm, 1493 Vergrößerung des Kirchenschiffs durch Versetzung der Südmauer nach außen; anstelle einer hölzernen iro-schottischen Eigenkirche des 8. Jahrhunderts |
|      | Evangelische Kirche              | Winnen ()               | Allendorf (Lumda)   | Ev.-luth.  | 13. Jh./1320                      | Frühgotischer Chorturm im Osten auf quadratischem Grundriss (13. Jh.), Langhaus 1320 fertiggestellt und 1908 erweitert, Sakristeianbau im Norden (15. Jh.) |
|      | Evangelische Kirche              | Winnerod ()             | Reiskirchen         | Ev.-luth.  | 12. Jh.                           | Langhaus aus 12. Jh. nach Einsturz des Dachreiter 1950 neu errichtet, romanisch-gotischer Chor auf quadratischem Grundriss spätestens Mitte des 13. Jahrhunderts angebaut |
|      | Evangelische Kirche              | Wirberg (Kloster) ()    | Reiskirchen         | Ev.-luth.  | 1754                              | Barocke Saalkirche mit dreiseitigem Ostabschluss und zweigeschossigem Dachreiter; achtseitiger Taufstein und Franziskus-Glocke aus dem 14. Jahrhundert |
|      | Evangelische Kirche              | Wißmar ()               | Wettenberg          | Ev.-luth.  | 1830                              | Spätklassizistische Querkirche von Friedrich Louis Simon mit flachem Walmdach, zweigeschossig aufgemauerter Turmschaft westlich vorgelagert, verschindelter Helmaufbau aus Fachwerk mit Spitzhelm, kreuzförmiger Grundriss durch dreiachsigen Mittelrisalit im Osten und Westturm |